# فاطمة بلحاج
فاطمة بلحاج (مواليد 1958)، هي ممثلة وكوميدية ومخرجة وناقدة سينيمائية جزائرية.

## السيرة الذاتية
من مواليد 1952م بمدينة غليزان.
تعد فاطمة بلحاج من وخريجات المعهد العالي للفنون الدرامية ببرج الكيفان، وهي زوجة الممثل القدير صالح أوقروت.

## أعمالها
مثلت في العديد من الأعمال أبرزها:
الأفلام
- 1976:الشبكة رايحة وين عام للمخرج الغوتي بن ددوش
- 1982:الأقدار الدامية عام [2]فيلم مصري- جزائري ومثلت في دور علية، للمخرج خيري بشارة.
- 1989:القلعة عام للمخرج محمد شويخ.
- 1991:صحراء بلوز عام  للمخرج رباح بويراس
- 1999 : صفية للمخرج بشير سلامي

المسلسلات
- 2001:المكتوب عام للمخرجة باية الهاشمي.
- 2004:شوف واش راك تشوف عام  الإخراج والسيناريو لفاطمة بلحاج.

مسرحيات
- مسرحية «بيت برنادا البا» لغارسيا لوركا وأدت دور«ماتيريو» والتي أخرجها علال محب عام 1989 للمسرح الجزائري.

### الإخراج
```
[
3
]
```

- 2007 :مال وطني عام  .
- فقر مونطال

## الجوائز
- أفضل ممثلة جزائرية لفيلم القلعة [4]

## وصلات خارجية
- على موقع imdb